# Ponoară, Bihor
Ponoară (maghiară Körösponor, germană Poner) este un sat în comuna Bratca din județul Bihor, Crișana, România.
În satul Ponoarǎ s-a născut Dumitru Bradea (1878 - 1935), deputat în Marea Adunare Națională de la Alba Iulia 1918
 Acest articol despre o localitate din județul Bihor este deocamdată un ciot. Puteți ajuta Wikipedia prin completarea lui.